# María Isabel Tenhamm
María Isabel Tenhamm Bañados (Santiago, 3 de enero de 1946-Santiago, 19 de febrero de 2019) fue una arquitecta, escritora y traductora chilena, creadora y presidenta de la Fundación Giracuentos.

## Biografía
Estudió arquitectura en la Pontificia Universidad Católica de Chile.
Inició, junto a Valeska Siegren y Margarita María Errázuriz, la Fundación Giracuentos en 1995, para llegar a niños y niñas en las secciones pediátricas de los hospitales, animarlos leyéndoles cuentos y así acercándolos a la literatura. Sobre su labor en esta fundación Tenhamm afirmará: Visitar a un niño hospitalizado y leerle un cuento se asemeja a sacarlo del hospital para llevarlo a pasear por un parque. Procuramos que escuche cantar a los pájaros y corra tras las palomas, mientras siente el aroma del maní tostado, porque para un Giracuentos, él no está enfermo, sino solo de paso por el hospital.
Fue miembro del Comité de Evaluación de Literatura Infantil y Juvenil del Centro Lector de lo Barnechea desde 1999.
Desde 2006 fue miembro activo de la Corporación IBBY Chile.
En 2014 estuvo en la lista de las 11 personas más influyentes en el mundo del libro según la Feria del Libro de Buenos Aires.
Fue asesora del área de educación de Fundación Huilo Huilo, y miembro de su directorio.
Participó en el Comité de Evaluación de Libros Futuro del proyecto de Bibliotecas Escolares Futuro de la Pontificia Universidad Católica de Chile.

## Publicaciones

### Libros
- El Huemul, Ciervo Patagónico. Colección "Explorando la Selva Patagónica",[11] Edición bilingüe español-inglés. Santiago: Fundación Huilo Huilo, 2017. ISBN 9789568972127[12][13]
- Los Centinelas del Bosque. Ilustradora: María Soledad Castaño, Edición bilingüe español-inglés. Santiago: Fundación Huilo Huilo, 2018. ISBN 978-956-8972-14-1[14][15]

### Manuales
- Un libro, una huella. Guía de literatura, libros y lecturas para niños y jóvenes. Echeverría, María del Pilar; González, María José; Ried, Constanza; Tenhamm, María Isabel (Coordinadoras generales de la Guía) Corporación Cultural de Lo Barnechea, Santiago: Ocholibros. Primera edición, 2011, ISBN 978-956-335-045-6[16] Segunda edición, 2012, ISBN 978-956-335-105-7[6]
- A viva voz: Lectura en voz alta. Beuchat, Cecilia; Munita, Felipe; Riquelme, Enrique; Chambers, Aidan; Patte, Geneviève; Trelease, Jim; Edwards, Angélica; Álvarez, Pablo; Echeverría, Pilar; González, María José; Tenham, María Isabel; Rivera, Anamaría. Bibliotecas Escolares CRA, 2013. ISBN 978-956-292-362-0[17]

### Traducciones
- Stewart, Sarah. La jardinera (The Gardener, 2000). Caracas: Ekaré, 2005; trad. de Isabel Tenhamm; ISBN 980-257-308-6. Nueva edición en Barcelona: Ekaré, 2012; ISBN 978-84-939912-9-6[18]